# Neuve-Chapelle

Neuve-Chapelle este o comună în departamentul Pas-de-Calais, Franța. În 1 ianuarie 2022 avea o populație de 1.404 de locuitori.